# Thomas Noell
Pour les articles homonymes, voir Noell.
Thomas Noell (né en Angleterre, mort en 1702) fut maire de New York de 1701 à 1702.
Il était commerçant.